# Емблема на Италия
Емблемата на Италианската република (на италиански: Emblema della Repubblica Italiana) е приета като държавен символ на страната официално на 5 май 1948 година. Понякога е определяна и като „герб“, което е неправилно, тъй като не отговаря на изискванията на хералдическата наука.

## Описание
Емблемата представлява бяла петолъчна звезда с тънък червен кант по краищата ѝ, която е поставена върху зъбно колело, поставено между маслинова клонка от лявата страна и дъбова – от дясната страна. В долната част на държавната емблема има девизна лента, на която е изписано на италиански Италианска република.

## Символика
- Звездата е древен символ и персонификация на самата Италия. Била е символ и на Кралство Италия от 1890 година.
- Зъбното колело според Италианската конституция, означава, че Италия е демократична република, основана на труда.
- Маслиновата клонка е символ на мира, във и извън страната.
- Дъбовата клонка представлява силата и издръжливостта на италианския народ.